# Dodge Diplomat
Dodge Diplomat – samochód osobowy klasy średniej wyższej produkowany pod amerykańską marką Dodge w latach 1977 – 1988. 

## Pierwsza generacja

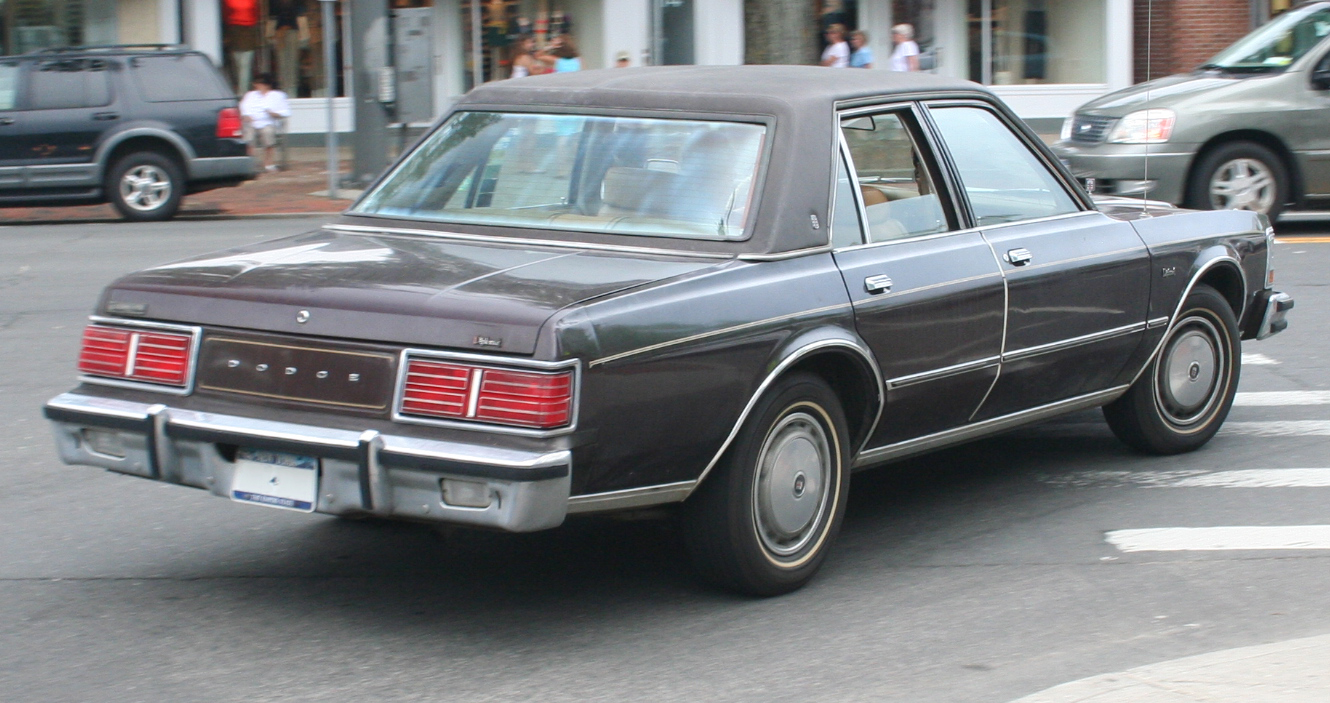
Dodge Diplomat I - tył

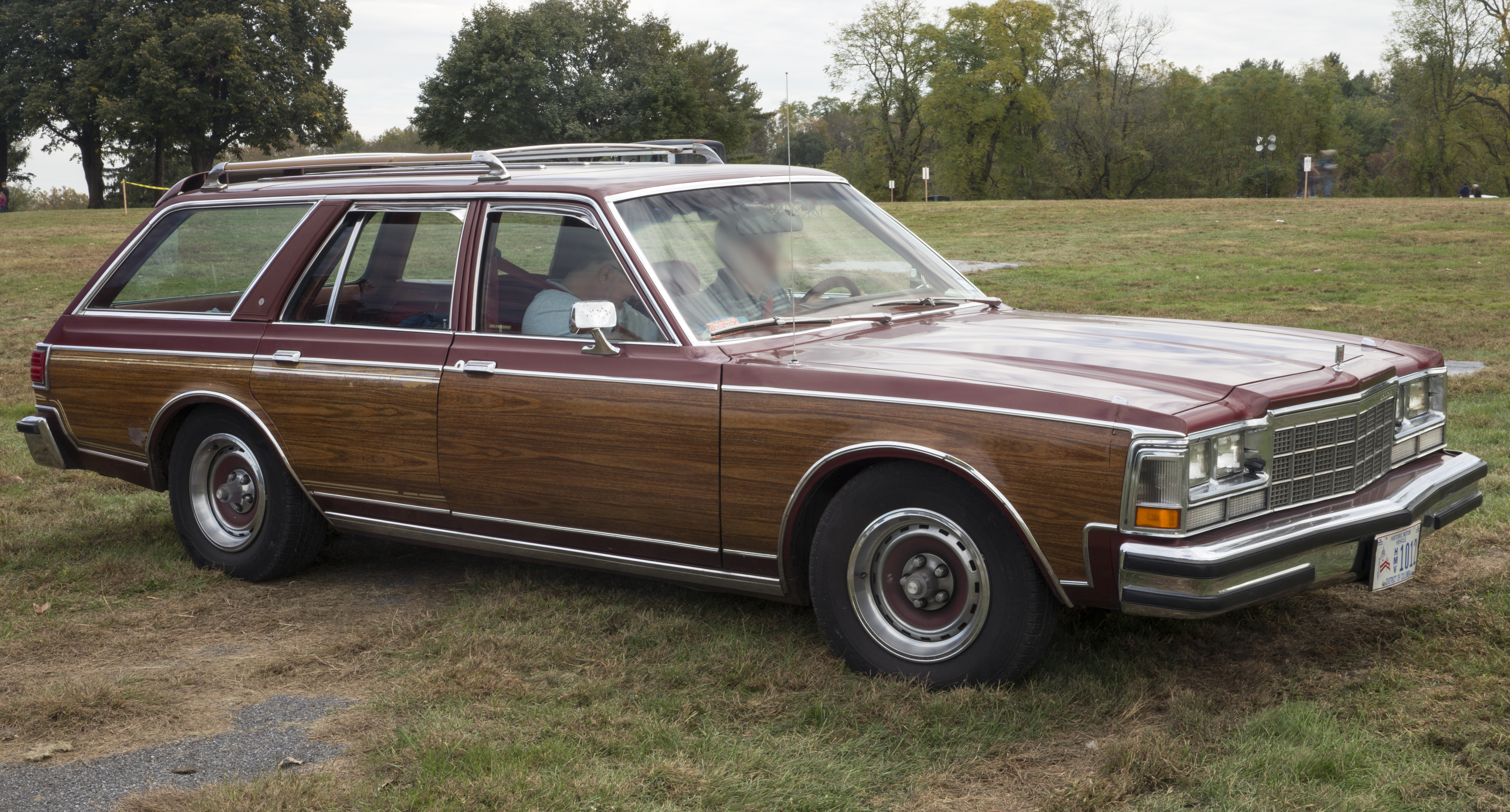
Dodge Diplomat I Kombi

Dodge Diplomat I został zaprezentowany po raz pierwszy w 1977 roku.
Pierwsza generacja Dodge'a Diplomat została zbudowana płycie podłogowej M-body razem z bliźniaczym modelem Chrysler LeBaron. Samochód wyróżniał się masywną, kanciastą sylwetką z charakterystycznym ściętym tyłem i opadającą linią bagażnika. Ponadto, przód miał kanciaste proporcje oraz dużą, chromowaną atrapę chłodnicy. Charakterystycznym elementem pasa przedniego były dwa poziomy oświetlenia rozdzielone chromowanymi ozdobnikami. Samochód oferowano w trzech wersjach nadwoziowych.

### Silniki
- L6 3.7l Slant-6
- V8 5.2l LA
- V8 5.9l LA

## Druga generacja

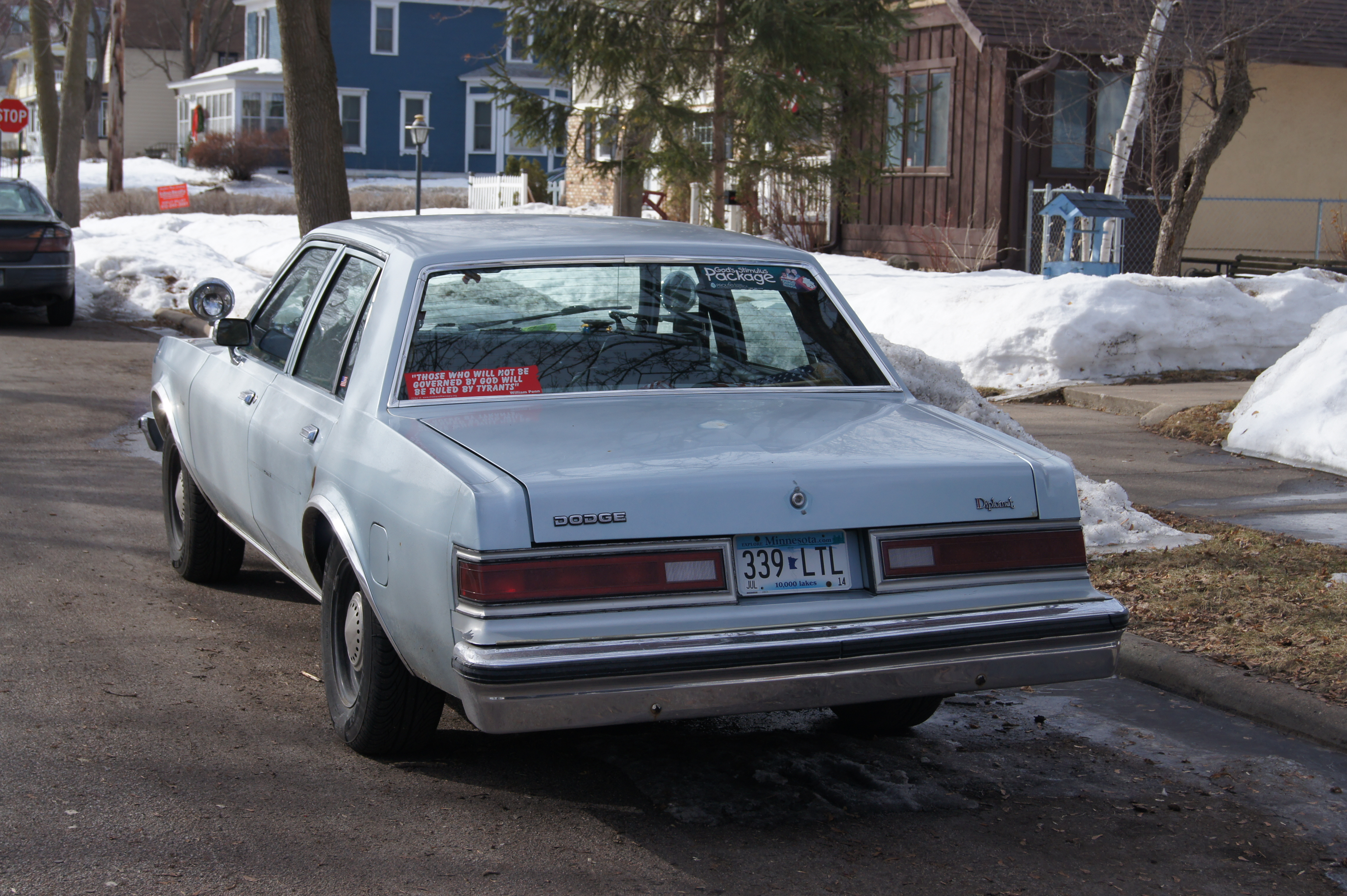
Dodge Diplomat II - tył

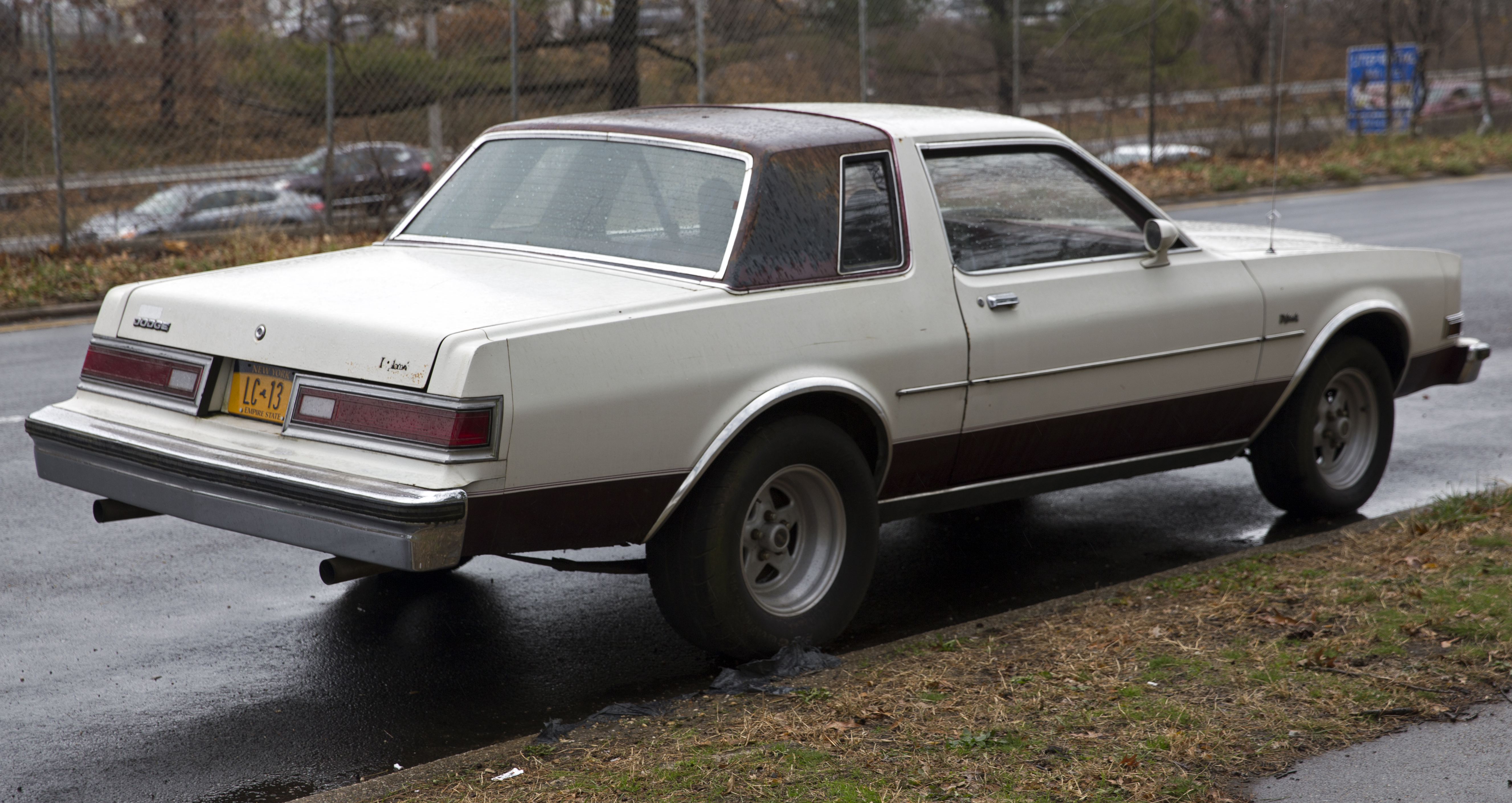
Dodge Diplomat II Coupe

Dodge Diplomat II został zaprezentowany po raz pierwszy w 1981 roku.
Druga generacja modelu Diplomat została oparta na zmodernizowanej platformie M-body. Samochód wyróżniał się bardziej kanciastą sylwetką, z charakterystycznymi zwężanymi reflektorami, długimi paskami kierunkowskazów i maswną, chromowaną atrapą chłodnicy. Tylne lampy zyskały podłużny, prostokątny kształt. Oferta nadwoziowa składała się z dwóch wariantów, a w 1989 roku Diplomata zastąpił nowy model - Dodge Monaco.

### Silniki
- L6 3.7l Slant-6
- V8 5.2l LA
- V8 5.9l LA